# Petruška Šustrová
Petruška Šustrová (ur. 18 maja 1947 w Pradze, zm. 6 maja 2023 tamże) – czechosłowacka dysydentka, czeska tłumaczka i publicystka, polityk.

## Życiorys
Studiowała na Wydziale Filozofii Uniwersytetu Karola w Pradze, jednak z powodów politycznych nie ukończyła studiów. W 1969 aresztowano ją, osądzono i skazano na dwa lata pozbawienia wolności za udział w Ruchu Młodzieży Rewolucyjnej (czes. Hnutí revoluční mládeže), w którym działali również Jaroslav Bašta i Petr Uhl. Po wyjściu z więzienia pracowała jako urzędniczka na poczcie oraz sprzątaczka.
W 1976 podpisała się pod Kartą 77. Trzy lata później przystąpiła do Komitetu Obrony Niesprawiedliwie Prześladowanych (Výbor na obranu nespravedlivě stíhaných, VONS). W 1985 została jednym z trzech rzeczników Karty 77. Dwa lata później podjęła współpracę z redakcją pisma samizdatowego „Střední Evropa”.
Po obaleniu systemu komunistycznego w Czechosłowacji pełniła obowiązki federalnego wiceministra spraw wewnętrznych – zajmowała się m.in. rozliczeniem działalności służb w komunistycznym państwie. Miała swój udział w opracowaniu ustawy lustracyjnej. Podjęła pracę dziennikarki, od 1992 publikowała m.in. w „Lidových novinach”.
Zajmowała się tłumaczeniami, głównie z języka angielskiego i polskiego. Była członkiem Rady Programowej Forum Polsko-Czeskiego.
W 2008 Senat Republiki Czeskiej wybrał ją na członka Rady Urzędu Badania Reżimów Totalitarnych (Rada Ústavu pro studium totalitních režimů; Rada ÚSTR).
W 2004 została odznaczona Krzyżem Oficerskim Orderu Zasługi Rzeczypospolitej Polskiej.
Zmarła 6 maja 2023 w Pradze.